# ابن عمنا الأمريكي

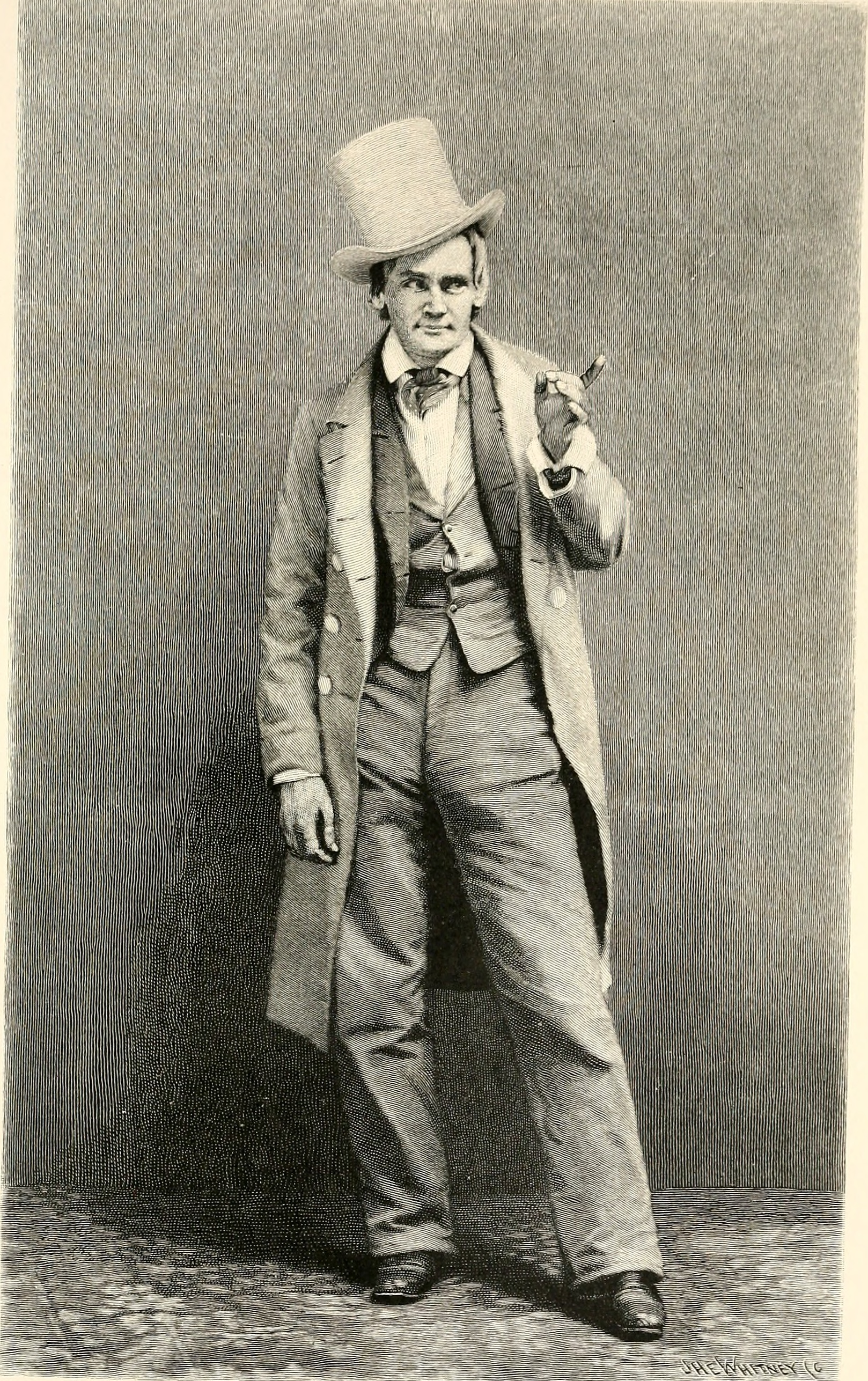
جوزيف جيفيرسون بدور ترينشارد، "ابن عمنا الأمريكي".

«ابن عمنا الأمريكي» (بالإنجليزية: Our American Cousin)‏ هي مسرحية تتكون من ثلاثة فصول للكاتب المسرحي الإنجليزي توم تايلور. المسرحية مهزلة تستند مؤامرتها على إدخال أميركي متعصب ولكنه صادق يُدعى آسا ترينشارد إلى أقاربه الأرستقراطيين الإنجليز عندما يذهب إلى إنجلترا للمطالبة بملكية العائلة. عُرِضَت المسرحية في مسرح لورا كين في مدينة نيويورك عام 1858 ولاقت نجاحاً كبيراً، عُرِضَت المسرحية في لندن عام 1861 ولاقت أيضًا نجاحاً قوياً.
على الرغم من أن المسرحية حققت شهرة كبيرة خلال سنواتها القليلة الأولى وظلت تحظى بشعبية كبيرة طوال النصف الثاني من القرن التاسع عشر، إلا أنه من الأفضل تذكرها في العصر الحديث حيث كانت المسرحية التي حضرها الرئيس الأمريكي أبراهام لينكون في مسرح فورد في واشنطن العاصمة، عندما تم اغتياله من قبل الممثل والمتعاطف مع الكونفدرالية جون ويلكس بوث في عام 1865.

## الشخصيات والممثلين الأصليين

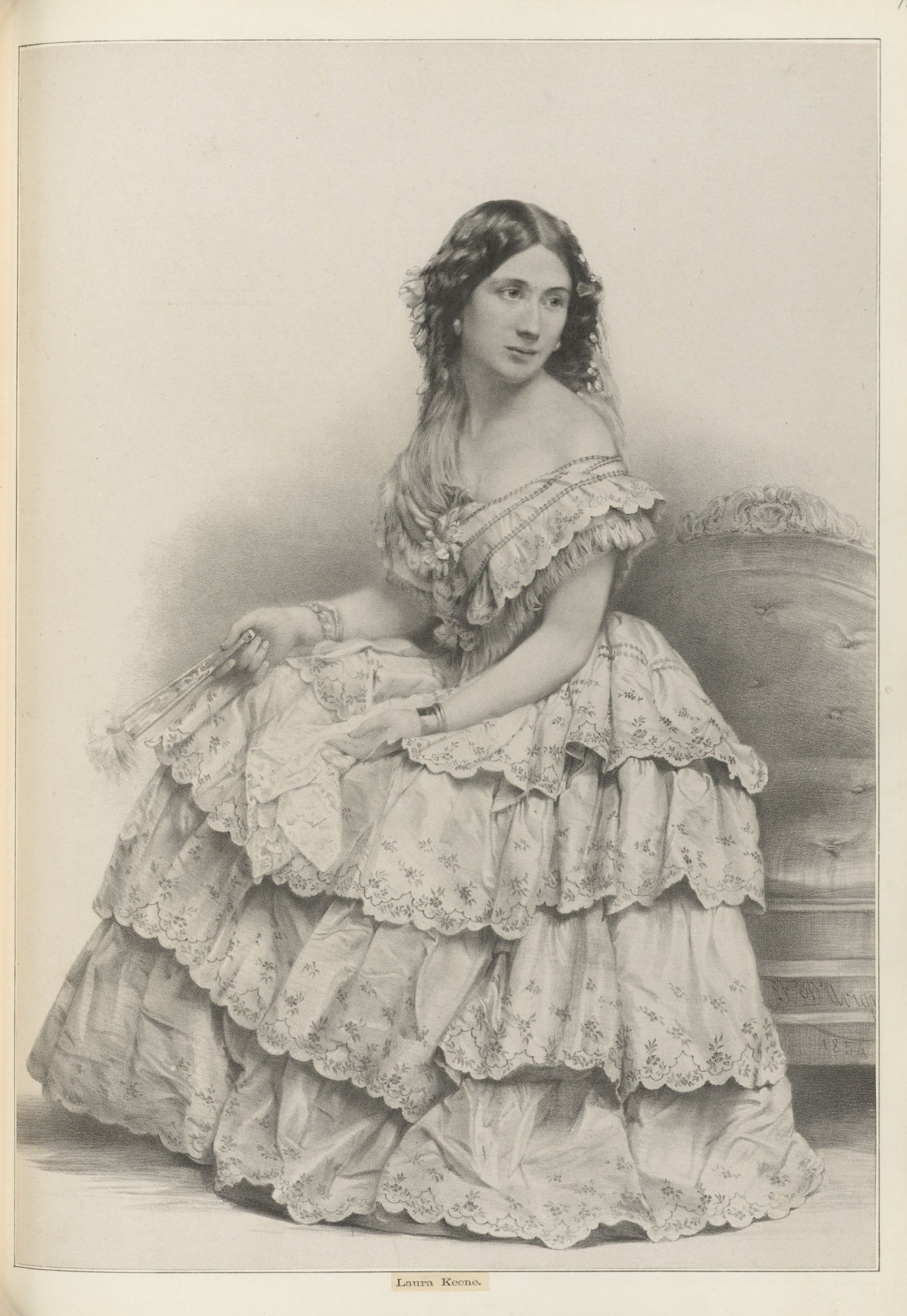
لورا كين بدور فلورنسا ترينشارد.

- آسا ترينشارد (أمريكي ريفي) - جوزيف جيفرسون.
- السير إدوارد ترينشارد - إدوين فارّي.
- فلورنسا ترينشارد (ابنته) - لورا كين.
- ماري ميريديث (ابنة عم فقيرة) - سارة ستيفنز.
- الأمير داندريري (إنجليزي غبي من النبلاء) - إيدوارد سوثرن.
- السيد كويل (رجل أعمال) - ج. بورنيت.
- هابيل موركوت (كاتِبُه) - والتر كانوك.
- الملازم هاري فيرنون (من البحرية الملكية) - م.ليفيك.
- السيد بيني (خادم) - السيد بيترز.
- السيدة مونتشيسينغتون - ماري ويلز.
- أوغوستا (ابنتها) - إي جيرمون.
- جورجينا (ابنة أخرى) - السيدة سوثرن.

## الملخص

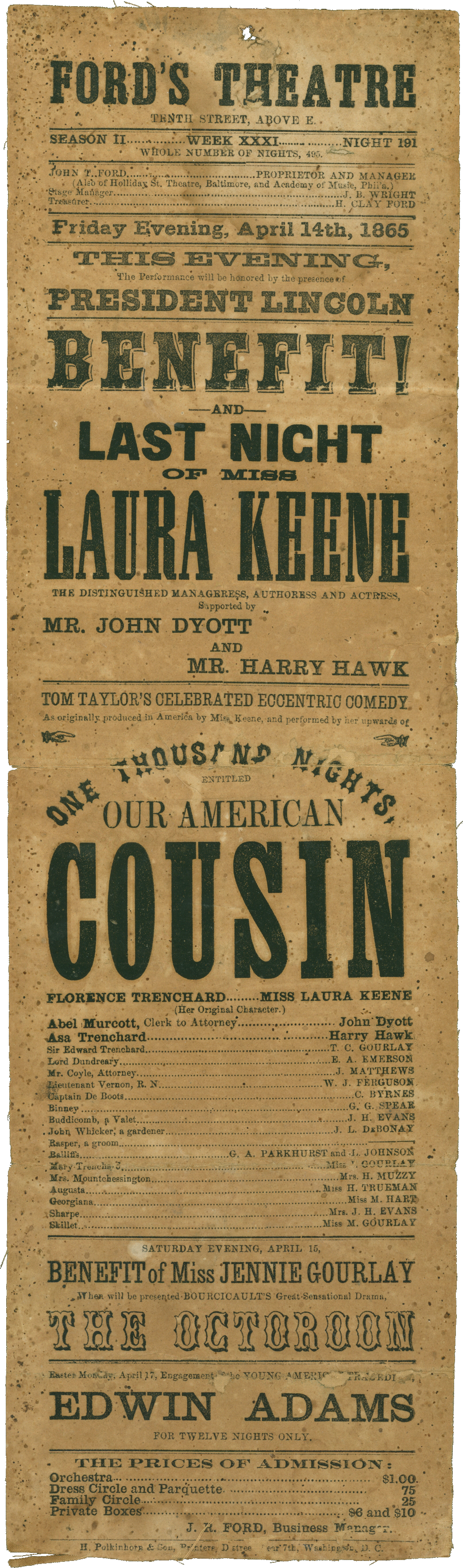
برنامج مسرحية فوردز 1865

يتحدث الخدم عن المشاكل المالية التي يعاني منها صاحب العمل في غرفة الرسم في ترينشارد مانور. فلورنس ترينشارد، شابة أرستقراطية، تحب الملازم هاري فيرنون، لكنها لا تستطيع الزواج منه حتى يحصل على رتبة أعلى. تتلقى رسالة من شقيقها نيد في الولايات المتحدة. التقى نيد ببعض أبناء عمومته البعيدين الذين أخبروه أن عمهم الأكبر مارك ترينشارد، بعد أن تبرأ من أطفاله وغادر إنجلترا، عاش معهم في فيرمونت وجعل ابنه آسا وريثًا له. فيذهب آسا إلى إنجلترا للمطالبة بالملكية.
أخبر ريتشارد كويل، وكيل التركة، السير إدوارد ترينشارد (والد فلورنسا) أنهم يواجهون الإفلاس ما لم يسددوا دينًا لكويل، الذي يخفي حقيقة أن والد السير إدوارد قد سدد الدين بالفعل. يقول كويل إنه سيُعفى الدين إذا تمكن من الزواج من فلورنسا التي، في هذه الأثناء، يحاول آسا والخادم الشخصي بيني فهم عادات بعضهما البعض.
تنصح السيدة ماونتشسينغتون، المقيمة في ترينشارد مانور، ابنتها أوغستا بالاهتمام بآسا الذي يُفترض أنه ثري. تتظاهر ابنتها الأخرى، جورجينا، بالمرض لمحاكمة نبيل أحمق يُدعى دوندريري. يحذرها معلم فلورنسا القديم، السكير البائس أبيل موركوت، من أن كويل يريد الزواج منها. يسمع آسا هذا ويعرض مساعدة فلورنسا. وجد موركوت، الذي يعمل لدى كويل، دليلاً على أن جد فلورنسا سدد القرض.
فلورنسا وآسا يزوران ماري ميريديث، خادمة ألبان فقيرة وحفيدة مارك ترينشارد، الذي ترك ممتلكاته لآسا. ينجذب آسا إلى مريم رغم مكانتها المتواضعة. لم تخبر فلورنسا ماري أن آسا ورثت ثروة جدها. تخبر فلورنس آسا بأنها تحب هاري الذي يحتاج إلى مهمة بحرية جيدة. يقنع آسا دندريري بمساعدة هاري في الحصول على سفينة. في هذه الأثناء، يتسبب كويل في حدوث مشكلات، ويصل محصلي الديون إلى ترينشارد مانور.
في مزرعة الألبان الخاصة بها، تخبر آسا ماري عن جدها لكنه يكذب أنه غير رأيه وأحرق الوصية. ثم يحرق آسا الوصية بنفسه بينما يتظاهر بإشعال سيجار. ترى فلورنسا ذلك وتقول لماري أن آسا بطلة حقيقية وتحبها. لا تزال السيدة ماونتشيسينغتون تأمل أن يتقدم آسا لخطبة أوغوستا، لكن آسا يدافع عن نفسه عندما يكونون وقحين بعد أن علم أن مارك ترينشارد ترك ثروته لماري.
يتقدم آسا لخطبة مريم فتقبل. يتسلل إلى مكتب كويل مع موركوت ويسترد الدليل على سداد الدين. يواجه آسا كويل، مما يجبره على سداد ديون السير إدوارد الأخرى، والاعتذار لفلورنسا، والاستقالة من منصبه كمضيف، مع تولي موركوت مكانه. موركوت سعيد جدًا لدرجة أنه وعد بالتوقف عن الشرب. تتزوج فلورنسا من هاري، ويتزوج دندريري من جورجينا، وتتزوج أوغستا من عاشق عجوز، وحتى الخدم يتزوجون في النهاية.

## اغتيال لينكون

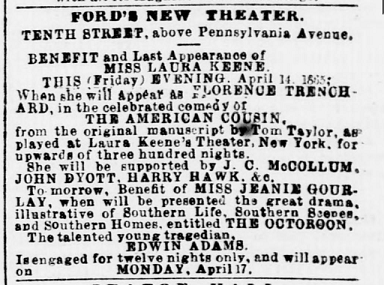
إعلان عن "ابن عمنا الأمريكي" (واشنطن "نجمة المساء"، 14 أبريل 1865).

كان الأداء الأكثر شهرة للمسرحية في مسرح فورد في واشنطن العاصمة في 14 أبريل 1865 عندما قام فريق الممثلين بتعديل حوار المسرحية تكريماً لإبراهام لينكون: عندما طلبت البطلة الهروب من التجنيد الإجباري، كان الرد عليها في النص، «حسنًا، أنت لست الوحيدة التي تريد الهروب من التجنيد» - لكن قيل لها بدلاً من ذلك «تم إيقاف التجنيد الإجباري بالفعل بأمر من الرئيس!» في منتصف المسرحية من خلال الفصل الثالث، المشهد 2، شخصية آسا ترينشارد، التي لُعِبَت في تلك الليلة من قبل هاري هوك، ينطق هذه الكلمات، التي تعتبر واحدة من أطرف مشاهد المسرحيات، إلى السيدة ماونتشيسينغتون:
خلال الضحك الذي تلا ذلك، قام جون ويلكس بوث، الممثل الشهير والمتعاطف مع الكونفدرالية والذي لم يكن عضوًا في فريق المسرحية، بإطلاق النار على لينكولن في رأسه. كان جون على دراية بالمسرحية، اختار جون تلك اللحظة على أمل أن يخفي ضحك الجمهور صوت الطلقة. قفز جون بعدها من المقصورة الرئاسية إلى خشبة المسرح وجعل هروبه عبر الجزء الخلفي من المسرح ليذهب إلى حصان تركه الزقاق. في تلك الليلة، تم تعليق ما تبقى من المسرحية.

## الثقافة الشعبية
في عام 1862، كتب تشارلز كينجسلي مفارقة ساخرة، «سؤال الحصين العظيم»، بأسلوب الأمير دندريري في المسرحية، وأدرج أجزاء من ذلك في كتابأطفال الماء' 'الذي نُشر عام 1863.
في فيلم 1950 كل شيء عن إيف، يقول بيل سامبسون لمارجو تشانينج، «لطالما أنكرت الأسطورة التي كنت فيها في فيلم» ابن عمنا الأمريكي«في ليلة إطلاق النار على لينكولن».
تم عمل جزء من ابن عمنا الأمريكي مع برنامج مختارات الراديو على خشبة المسرح في عام 1953. في خطوة أكسبته لوماً من إدارة CBS والمخرج والمنتج والممثل إليوت لويس الذي قام ببثها في نفس الساعة التي عرضت فيها حلقة برنامج كلاسيكيات الجريمة «اغتيال أبراهام لنكولن».
في حلقة «عودة هناك» من مسلسل توايلايت زون لعام 1961، يحاول النجم وقف اغتيال لينكون عندما المسرحية في تلك الليلة.
في مشهد قصير من فيلم مسحور عام 2000، يصبح البطل برندان فريزر بدور الرئيس لينكون في المسرح، يتعرف على اسم المسرحية ويدرك أنه على وشك القتل ويحاول المغادرة، وكعذر يقول إنه شاهد المسرحية بالفعل، ولكن يتم إبلاغه بأن هذا مستحيل، لأنه «مسرحية جديدة تمامًا». في الواقع، كانت المسرحية تبلغ من العمر ستة أعوام ونصف في وقت الاغتيال.
قدم اريك دبليو. سوير أوبرا عام 2008 «ابن عمنا الأمريكي» وهي نسخة خيالية من ليلة اغتيال لينكون من وجهة نظر الممثلين في طاقم مسرحية تايلور.
في فيلم "The Lego Movie 2: The Second Part" عام 2019، عندما يقع لينكون في الثقب الأسود، يقول أن لديه تذاكر إلى المسرح تشير إلى وفاته.